# 八尋駅
八尋駅（やひろえき）は、かつて福岡県鞍手郡鞍手町大字八尋に設置されていた、日本国有鉄道（国鉄）室木線の駅（廃駅）である。室木線の廃止に伴い、1985年（昭和60年）4月1日に廃駅となった。

## 歴史
- 1908年（明治41年）7月1日：国鉄の遠賀川駅 - 室木駅間（後の室木線）開業と同時に、新設[1]。一般駅[1]。
- 1974年（昭和49年）3月5日：貨物、荷物の取り扱いを廃止[3]。無人駅化[2]。
- 1985年（昭和60年）4月1日：室木線の全線廃止に伴い、廃駅となる[1]。

## 駅構造
廃止当時は、1面1線の単式ホームを有する無人駅であった。

## 駅周辺
- 鞍手町立西川小学校
- 福岡県道55号宮田遠賀線
- 西川（遠賀川支流）

## 隣の駅
日本国有鉄道
室木線
鞍手駅 - 八尋駅 - 室木駅